# Голованов, Юрий Николаевич
Юрий Николаевич Голова́нов (1911— 1972) — главный инженер и главный металлург завода № 12 Первого главного управления при СМ СССР.

## Биография
Родился 18 (31 декабря) 1911 года в Санкт-Петербурге. С 1923 года жил с семьёй в Москве. Окончил завод-школу имени Иванова и рабфак. В 1936 году окончил Московский институт цветных металлов и золота.
С 1936 года работал на московском заводе № 171 Народного комиссариата цветных металлов СССР. В 1938—1940 годах Юрий Голованов — аспирант Московского института цветных металлов и золота. В 1940—1945 годах — старший, а затем главный инженер завода № 169 в Москве и Красноярске.
С 1945 по 1956 год работал на переданном из Народного комиссариата боеприпасов в систему ПГУ СНК — СМ СССР заводе № 12 в городе Электросталь Московская области: сначала главный инженер, с февраля 1946 — главный металлург, с апреля 1947 — вновь главный инженер. В этот период он стал одним из участников разработки первой советской ядерной бомбы и создателей элементов советского «ядерного щита», обеспечивший организацию серийного производства урановых изделий для загрузки в первые ядерные реакторы.
29 августа 1949 года в СССР был осуществлён взрыв первой атомной бомбы, явившийся ответом на угрозы США, обладавших к тому времени ядерным оружием.
С октября 1951 по 1956 годы — директор завода № 12 в Электростали. Доктор технических наук.
С 1956 года — заместитель директора по науке ИФХАН. Скончался в 1972 году. Похоронен в Москве на Введенском кладбище (29 уч.).

## Награды и премии
- Герой Социалистического Труда (29 октября 1949 года) — за исключительные заслуги перед государством при выполнении специального задания
- Сталинская премия второй степени (1946) — за разработку и внедрение в производство технологии получения металлов платиновой группы из сульфитных медно-никелевых руд
- Сталинская премия второй степени (1949) — за разработку и внедрение технологии производства чистого металлического урана
- орден Ленина
- орден Трудового Красного Знамени
- орден Красной Звезды
- орден «Знак Почёта»
- орден Красной Звезды
- медали